# Frédérique Quentin
 (janvier 2016).
Si vous disposez d'ouvrages ou d'articles de référence ou si vous connaissez des sites web de qualité traitant du thème abordé ici, merci de compléter l'article en donnant les références utiles à sa vérifiabilité et en les liant à la section « Notes et références ».
Pour les articles homonymes, voir Quentin (homonymie).
Frédérique Quentin (née le 22 décembre 1969 à Sibiville) est une athlète française spécialiste du 1 500 mètres.

## Carrière
Licenciée à l'ASPTT Lille, elle remporte durant la saison 1990 le titre de championne de France espoir. Sélectionnée dès l'année suivante en équipe de France sénior, elle remporte la médaille d'argent du 800 m lors des Jeux méditerranéens d'Athènes. En 1992, Frédérique Quentin remporte à Narbonne son premier titre national senior sur 1 500 mètres en réalisant le temps de 4 min 12 s 93. Puis, dans ce même stade de Narbonne, elle remporte le 1 500 m des Jeux Méditerranéens 1993. Détentrice des records de France en salle du 1 000 m et du 1 500 m, la Française participe aux Championnats d'Europe en salle 1994 disputés au Palais omnisports de Paris-Bercy. Elle se classe huitième de la finale du 1 500 m. 
Elle remporte, sur 1 500 m, quatre titres nationaux, de 1995 à 1998, et cinq titres nationaux en salle, de 1994 à 1998. En 1996, elle se classe septième des Championnats d'Europe en salle de Stockholm et est éliminée au premier tour des Jeux olympiques d'Atlanta.

## Palmarès
- Championne de France du 1 500 m en 1992, 1995, 1996, 1997 et 1998.
- Championne de France du 1 500 m en salle en 1994, 1995, 1996, 1997 et 1998

## Records
- 1 500 m : 4 min 05 s 58 (1999)
- Ancienne détentrice du record du France du Mile (4 min 27 s 43 en 1996), du 1 500 m en salle (4 min 11 s 59 en 1992) et du 1000 m en salle (2 min 43 s 15 en 1993).

## Engagement associatif: Odyssea
En juillet 2002, Frédérique Quentin crée avec Frédérique Jules, une kinésithérapeute, Odyssea, association loi de 1901 à but non lucratif. Odyssea rassemble chaque année, de mars à novembre, des marcheurs et coureurs pour collecter des fonds au profit de la lutte contre le cancer du sein. Depuis sa création, 250 000 personnes ont marché ou couru pour Odyssea permettant ainsi de collecter plus de 2,5 millions d’euros.

## Reconversion professionnelle
Après une maîtrise de Management/Communication dans le sport, Frédérique Quentin entame dès 1998 un début de reconversion professionnelle. Présidente de l’association Odyssea, elle rejoint la Fondation FDJ d’abord en tant que Chargée de projets mécénat, puis depuis 2012 en qualité de Responsable des programmes.